# Мураяма, Хитоси
Хитоси Мураяма (Hitoshi Murayama, род. 21 марта 1964, Токио) — японско-американский физик-теоретик, занимающийся физикой элементарных частиц, квантовой теорией поля, тёмной материей и тёмной энергией, инфляционной моделью Вселенной, теориями великого объединения, физикой нейтрино. Профессор Калифорнийского университета в Беркли, сотрудник Национальной лаборатории имени Лоуренса в Беркли, директор-основатель Kavli Institute for the Physics and Mathematics of the Universe Токийского университета (с 2012).

## Биография
Окончил Токийский университет (бакалавр физики, 1986) и там же получил докторскую степень по теоретической физике в 1991 году.
В 1991—1995 годах исследователь в Университете Тохоку.
В 1993—1995 годах постдок в Национальной лаборатории имени Лоуренса в Беркли.
С 1995 года в Калифорнийском университете в Беркли: ассистент-профессор, с 1998 года ассоциированный профессор, с 2000 года профессор физики, именной (MacAdams) с 2004 года; с 2016 года также в штате университетского Центра японистики.
С 2008 года член Научного совета Японии (Science Council of Japan). C 2016 года приглашённый учёный CERN.
В 2003—2004 годах в школе естествознания Института перспективных исследований в Принстоне.
Член Американской академии искусств и наук (2013) и Американского физического общества (2003).
Автор работ, в частности, в Physical Review Letters.
Женат, есть сын и две дочери.

## Награды и отличия
- Стипендия Слоуна (1996)[7][8]
- Nishinomiya Yukawa Commemoration Prize in Theoretical Physics (2002)
- Профессор имени Миллера Калифорнийского университета в Беркли (2005?6)
- Отличие Кабинета министров Японии (2012)[9]
- Премия по фундаментальной физике (2016, в составе KamLAND)
- Wolfgang-Paul-Vorlesung[нем.] (2016)
- Премия Гумбольдта одноименного фонда (2018)[5]